# میلتون ریکارد
میلتون ریکارد (انگلیسی: Rikard Milton؛ زادهٔ ۲۲ ژوئن ۱۹۶۵) ورزشکار ورزش شنا اهل سوئد است.
وی در مسابقات کشوری و بین‌المللی در مجموع برندهٔ ۱ مدال برنز شده‌است.